# Gösta Andréen

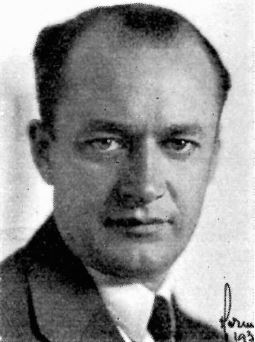
Gösta Andréen.

Gösta Henrik Fritiof Andréen, född 2 april 1902 i Stockholm, död 23 juli 1978 i Uppsala, var en svensk läkare.
Efter studentexamen i Stockholm 1921 blev Andréen medicine kandidat i Stockholm 1925 och medicine licentiat 1929. Han var underläkare vid Spenshults sanatorium 1931–1932, extra läkare vid Helsingborgs barnbördshus 1932–1933, dito vid Helsingborgs lasaretts radiologiska avdelning 1933, var andre underläkare och t.f. förste underläkare vid lasarettet i Alingsås 1934–1936, vid Stockholms epidemisjukhus 1937, innehade diverse provinsialläkarförordnanden i Värnamo, Grönskåra och Hede distrikt 1937, var extra läkare vid epidemivården i Västerbottens län 1938, innehade provinsialläkarförordnanden i Ljungskile, Vindelns, Vilhelmina och Stensele distrikt 1938, var förste underläkare vid Norrtulls sjukhus i Stockholm 1939 och andre läkare vid Psykiatriska sjukhuset i Stockholm 1941. Han blev sjukstugeläkare och provinsialläkare i Norsjö 1942, i Ljusne 1951 och provinsialläkare i Bålsta 1958.